# Адамова Євгенія
Євге́нія Миха́йлівна Ада́мова (*6 січня 1913 — †1991) — туркменська художниця-живописець. Народна художниця Туркменської РСР.

## Життєпис
Народилася 6 січня 1913 року у місті Лівни Лівнянського повіту Орловської губернії Російської імперії в інтелігентній сім'ї. 
Дитинство пройшло в Україні. Згодом — сім'я переїхала до Туркменістану.
Батько-фінансист спочатку наполіг, щоб донька стала вчителькою. Потім — лікаркою. Тому спочатку вступила до медичного інституту, але на 3-му курсі забрала документи і віднесла до Ашгабатського художнього училища, де навчалася із 1936 по 1939 рік у А. І. Хворостенка та Івана Черінька. Згодом — стала дружиною Черінька (він трагічно загинув у ніч на 6 жовтня 1948 року під час Ашхабадського землетрусу).
Писала тематичні картини, присвячені життю туркменського народу, портрети.
У 1940 році півтора місяці їздила по Туркменістану у складі експедиції вченої-етнографа В.Г. Мошкової. Під час подорожі — замальовувала юрти, килимові орнаменти, прикраси.
Із 1940 року брала участь у виставках. 
У 1964 році отримала звання Народний художник Туркменської РСР.
Лавреатка Премії імені Махтумкулі. Була заступницею голови Спілки художників Туркменістану.
Жила і працювала у Ашгабаті.
Померла у 1991 році.

## Відомі роботи
- «На дозвіллі» (1948)
- портрет матері-героїні Халтач Сапаркулієвої (1955)
- «Все-таки вчитимуся!» (1957)
- «Туркменські матері — Батьківщині» (1967)
- «Щастя» (1972)
- «Джахан»
- «Гуля»
- «Айна»
- «Карагиз і Бібі»
- «Еджебай»
- «Дівчинка-піонерка»
- «Нова пісня»
- «Портрет голови колгоспу ім. Калініна О. Джумабаєвої»
- «Портрет колгоспного рахівника Набат Джораєвої»
- «Портрет матері-героїні Айджан Есенової»

Частина творів Адамової знаходиться у Музеї образотворчих мистецтв Туркменістану (Ашгабад).